# انگل: خاکستری
انگل: خاکستری (انگلیسی: Parasyte: The Grey; کره‌ای: 기생수: 더 그레이) یک مجموعه ایتترنتی محصول کره جنوبی در سال ۲۰۲۴ به نویسندگی مشترک و کارگردانی یون سانگ هو است. این مجموعه یک اقتباس لایو اکشن از مجموعه مانگای کیسیجو است و داستان انگل‌هایی را روایت می‌کند که وارد بدن انسان‌ها می‌شوند و انسان‌های دیگر را به قتل می‌رسانند. در این مجموعه جون سو نی، کو کیو هوان و لی جونگ هیون ایفای نقش کردند. انگل: خاکستری در ۵ آوریل ۲۰۲۴ از نتفلیکس منتشر شد.

## بازیگران

### اصلی
- جون سو نی در نقش جونگ سو این[۲]
- کو کیو هوان در نقش سول کانگ وو[۲]
- لی جونگ هیون در نقش چوی جون کیونگ[۲]